# Autoportret z kochanką
Autoportret z kochanką – polski film obyczajowy z roku 1996 w reżyserii Radosława Piwowarskiego i z jego scenariuszem.

## Fabuła
Kuba Mitura opowiada córce historię swej młodości, buntu i miłości. Jest to historia o tym, jak prowadził beztroskie życie, poznał kilkanaście lat starszą od niego Dianę i nawiązał z nią romans. Ojciec Kuby nie zaakceptował tego związku, jednak Kuba z Dianą postanowili być razem i wzięli „hipisowski” ślub. Sielankę przerwali nasłani przez ojca żandarmi. Kuba trafił do wojska, gdzie musiał znosić złe traktowanie przez kaprala Kosa. Na przysięgę przyjechali ojciec i Diana. Okazało się, że kobieta jest w ciąży, Kuba nie jest jednak gotowy do roli ojca. Po jakimś czasie dowiedział się od kaprala, że został ojcem dziewczynki, a jej matka zmarła. Gdy wrócił z wojska do domu, zastał tam ojca opiekującego się wnuczką. Tak skończyła się beztroska i buntownicza młodość Kuby.

## Obsada
- Waldemar Błaszczyk jako Kuba Mitura
- Katarzyna Figura jako Diana
- Marcelina Zjawińska jako córka Diany i Kuby
- Jerzy Trela jako Józef Mitura, ojciec Kuby
- Halina Wyrodek jako ciotka
- Mirosław Baka jako kapral Kos
- Marek Kondrat jako mąż Diany
- Tomasz Bednarek jako partner męża Diany
- Edward Krasiński jako profesor Haneman, autor aktów Diany
- Konrad Imiela jako Zmyta, członek zespołu Kuby
- Stanisław Jaskułka jako wiejski playboy
- Małgorzata Potocka jako listonoszka
- Wojciech Skibiński jako narzeczony ciotki
- Ignacy Machowski jako prezes Grupy Artystycznej „Paralaksa”
- Józef Lipski jako akordeonista
- Joachim Wilczek jako gitarzysta z imienin
- Arkadiusz Janiczek jako szeregowy Marchewka
- Zbigniew Suszyński jako gangster z nożem
- Katarzyna Gajdarska jako dziewczyna poznana na „Przystanku Woodstock”
- Kazimierz Orzechowski jako mężczyzna na pogrzebie Diany
- Jerzy Owsiak jako on sam
- Maciej Kurowicki z zespołem Hurt
- Marcin Jędrzejewski jako żandarm
- Jacek Buraczewski
- Henryka Brzozowska
- Krzysztof Chmielecki
- Agnieszka Chruściel
- Robert Cieciurkowski
- Piotr Dejmek
- Zbigniew Furman
- Rafał Jarosz
- Krzysztof Lipiński
- Marek Marcinkowski
- Henryk Mech
- Marek Nowakowski
- Marian Radomski

## Nagrody
- Za najlepszą drugoplanową rolę męską nagrodę otrzymał Jerzy Trela na Festiwalu Polskich Filmów Fabularnych w Gdyni.
- Nagrodę za rolę dziecięcą otrzymała Marcelina Zjawińska.
- Waldemar Błaszczyk zdobył nagrodę publiczności na Przeglądzie Filmowym „Prowincjonalia” w Słupcy.
- Nominacja dla Radosława Piwowarskiego do Złotych Lwów.